# Castalia fusca
Castalia fusca är en ringmaskart. Castalia fusca ingår i släktet Castalia och familjen Hesionidae. Inga underarter finns listade i Catalogue of Life.